# Ricard Camarena
Ricard Camarena (Barx, Valencia, 1974) es un cocinero y empresario español galardonado con dos Estrellas Michelín y tres Soles Repsol. Cuenta con cinco restaurantes en la ciudad de Valencia. Además, en 2019 protagonizó el programa gastronómico "Cuineres i cuiners" en la televisión autonómica valenciana, À Punt.

## Biografía
Camarena nació en la localidad de Barx, en la comarca de la Safor. De sus padres, propietarios de un supermercado, aprendió a cocinar a temprana edad. Durante su juventud fue trompetista y picapedrero hasta decantarse definitivamente por la gastronomía.
Al terminar sus estudios en la Escuela de Hostelería y Turismo de Valencia, decidió alquilar el restaurante de la piscina del polideportivo de Bárig en el año 2001, el cual regentó junto a su esposa, Mari Carmen Bañuls. 
Tres años más tarde, después de esta primera experiencia en hostelería, el matrimonio Camarena-Bañuls decidió abrir un nuevo restaurante, Arrop, en Gandía, que posteriormente trasladaron al Hotel Marqués de Caro, en Valencia. Este local le permitió obtener su primera estrella Michelín en 2007. Arrop cerró definitivamente en el año 2012.
Ese mismo año, el chef inauguró tres nuevos proyectos en la capital valenciana: Ricard Camarena Restaurant, en el barrio de Ruzafa; Central Bar, en el Mercado Central, y Canalla Bistró. 
Paralelamente a la apertura de nuevos locales, Camarena dio un giro hacia la formación en 2014 creando Ricard Camarena Lab junto a la compañía valenciana Muñoz Bosch. Ubicado en el Mercado de Colón, en este espacio se lleva a cabo el I+D de la empresa, con presentaciones de productos, cursos y degustaciones privadas. Este año obtuvo el premio otorgado por Cruzcampo Gran Reserva de Chef Millesime. Un año más tarde publica su libro "Caldos".
En 2016, el nombre de Camarena dio el salto internacional con la inauguración del restaurante Canalla Bistro México, en Ciudad de México. Del mismo modo, en 2017 abrió Canalla Bistro Madrid en el centro de ocio Platea. Hasta la fecha, Valencia había sido la única ciudad española en la que se podía degustar su gastronomía. La lista de restaurantes propiedad de Camarena se completó con la adición de Habitual by Ricard Camarena en 2015 y Bar X en 2021, ambos en el Mercado de Colón.
En diciembre de 2018, la revista italiana Identità Golose nombró a Ricard Camarena como el mejor cocinero extranjero del año. Además, el 4 de noviembre de 2019,  recibió el Premio Nacional de Gastronomía al mejor jefe de cocina, otorgado por la Real Academia de Gastronomía. El galardón, que recibió en el Museo Nacional Centro de Arte Reina Sofía de Madrid, se lo dedicó a sus clientes, a su mujer y a todo su equipo de cocina. Camarena se convirtió ese día en el tercer valenciano en recibir este premio desde que se instauró en 1974. Previamente, Raúl Aleixandre lo ganó en el año 2004 y Quique Dacosta, en 2005.
En el 2020 Ricard Camarena apareció en el programa de Amazon Prime Video "De la vida al plato" y un año después, fue nombrado cocinero del año por Madrid Fusión y recibió el We’re Smart Discovery Award. Además, a lo largo de su carrera, el chef valenciano ha colaborado en diversos proyectos solidarios.

## Restaurantes
La cocina de Camarena cuenta con 3 Soles Repsol y 2 Estrellas Michelin y una estrella verde de Sostenibilidad. Se caracteriza por la temporalidad, al emplear productos de proximidad traídos del mar y la huerta valenciana.
ARROP
El primer restaurante regentado por el matrimonio Camarena-Bañuls se inauguró el 1 de octubre de 2004. Inicialmente se ubicaba en Gandía, pero en 2009 decidieron trasladarlo al Hotel Marqués de Caro, en Valencia.
En 2006 el local recibió la nominación de restaurante revelación en la Cumbre Gastronómica del Madrid Fusión y en 2007 logró su primera estrella Michelín. En 2008, Arrop fue considerado el mejor restaurante revelación por las Bodegas Gandía Pla y Mejor aportación gastronómica del Año por la compañía de cervezas Turia en la Turia Gastro Urbana.
El local cerró sus puertas en el año 2012 para dar paso a nuevos proyectos.
RICARD CAMARENA RESTAURANT
Este restaurante se inauguró en 2012 en sustitución de Arrop, el primero regentado por el chef. Se ubicó inicialmente en el barrio de Ruzafa, en Valencia, pero el 15 de junio de 2017 decidieron trasladarlo a Bombas de Gens Centre D’art, en el número 54 de la Avenida Burjassot donde se encuentra en la actualidad.
En este restaurante Camarena ejerce como jefe de cocina. Su propuesta gastronómica es de base mediterránea con toques creativos.
CANALLA BISTRÓ
En octubre del 2012 abrió Canalla Bistró en la calle Maestro José Serrano. La carta busca fusionar la comida mediterránea con la de Oriente y Sudamérica.  
En 2014 el restaurante dio un giro hacia el estilo de bar tradicional, con la incorporación de una barra con capacidad para 25 personas, que recibió el nombre de Canalla Bar dentro del propio local.  
En enero de 2018 Camarena anunció que Canalla Bistró se trasladaría de forma temporal, en formato “pop up”, al Mercado de Colón, mientras el local que había ocupado Ricard Camarena Restaurant en Bombas Gens se remodelaba para albergar a este otro restaurante. A su regreso definitivo, el local de Canalla Bistró se había ampliado para convertirse en un espacio de 400 metros cuadrados con capacidad para 160 comensales, el doble que anteriormente. Asimismo, el equipo se amplió a 25 personas.
Con este restaurante el chef consiguió revalidar su estrella Michelín y los soles Repsol que ya ostentaba en 2012. En 2018 el restaurante obtuvo su segunda estrella Michelín, así como la mención de mejor restaurante de cocina creativa por Salsa de Chiles y la decimoprimera posición en la Smart Green Guide por la importancia que otorga a las verduras en su cocina
CENTRAL BAR
En agosto del 2012 abrió Central Bar en el Mercado Central de Valencia. 
La propuesta gastronómica es más asequible que en el resto de sus locales. Además, ofrece la posibilidad de pedir sus platos para llevar.  
Este nuevo concepto de bar se basa en el km 0, ya que todos los productos que emplea se compran en el propio mercado. 
HABITUAL
En 2015 Ricard Camarena abrió Habitual en la planta sótano del Mercado de Colón de Valencia. Se trata de un restaurante de comida mediterránea que utiliza productos de proximidad 
BAR X
El último restaurante que ha abierto el chef valenciano se encuentra, al igual que Habitual, en el Mercado de Colón. Este restaurante se basa en la idea de estar abiertos 12 horas seguidas y atender por orden de llegada (sin reservas).  
CANALLA BISTRÓ MADRID
En 2017-2020 Camarena inauguró “Canalla Bistró Madrid” en Platea (antiguo cine Carlos III convertido en un centro gastronómico). En este restaurante se presentan platos  fusión entre la cocina mediterránea y la internacional.
CANALLA BISTRÓ MÉXICO
Este restaurante fue el primero del chef en el panorama internacional. Se inauguró en 2016-1018 en el barrio de Polanco, en Ciudad de México

## Distinciones
- Arrop restaurante revelación en la Cumbre Gastro de Madrid Fusión (2006)
- Arrop consigue la estrella Michelín (2007)
- Arrop Restaurante revelación Bodegas Gandia Pla (2008)[31]
- Mejor aportación gastronómica del Año en la Turia Gastro Urbana (2008)
- Obtención de tres soles Repsol (2011)
- Premio Louis Roederer-Verema al restaurante con mejor tratamiento del vino en España 13º edición Encuentro Verema Valencia (2013)[38]
- Premio Chef Millesime by Cruzcampo Gran Reserva(2014)[15]
- Mejor restaurante de cocina creativa por Salsa de Chiles (2018)
- 11º posición en la  Smart Green Guide (2018)
- Ricard Camarena Restaurant recibe su segunda estrella en la Guía Michelin (noviembre 2018)[39]
- Mejor cocinero extranjero por la revista Identità Golose (diciembre 2018)[19]
- Premio Nacional de Gastronomía al mejor jefe de cocina otorgado por la Real Academia de Gastronomía[40]

- Habitual recibe un Sol Repsol (2020) [41]
- Cocinero del año por Madrid Fusión (2021)[23]
- Premio We’re Smart Discovery Award (2021)[35]

## Acciones solidarias

### Colaboración con IKEA
En 2021 el chef valenciano colaboró con IKEA en la creación de una terraza multifuncional para la Fundació Per Amor a l’Art. Este proyecto contó con una zona de jardinería para el aprendizaje de la horticultura; un cine de verano para proyectos propios y video fórums; una zona de Street art, con su mural; el espacio para las asambleas y el chill out.

### Chefs for the Children 2021
El 22 de febrero de 2021 tuvo lugar el taller “Chefs for the Children”, impulsado por el colectivo homónimo.
En este proyecto solidario Camarena y otros destacados chef Michelín buscaron, bajo el lema “Comer sano es divertido”, enseñar la importancia de alimentarse saludablemente desde la infancia.

### Colaboración con la Asociación Viktor E. Frankl
En el año 2016, Ricard Camarena acogió en su restaurante Habitual el VI Encuentro Gastronómico-Benéfico de la asociación Viktor E.Frankl. El chef diseñó un menú degustación para 100 invitados selectos con el acompañamiento de los vinos de Bodegas Vicente Gandía. 
Los fondos recaudados de dicha acción se destinaron a la asociación valenciana , dedicada a prestar ayuda gratuita a las personas que atraviesan una situación difícil por la pérdida de un ser querido, de la salud, o por haber padecido un hecho dramático.

## Otros proyectos

### LibroCaldos
En 2015 Camarena publica “Caldos”, un libro de edición bilingüe (español-inglés) donde el chef valenciano comparte sus trucos y ofrece una explicación práctica para poder preparar sus platos.

### Series de televisión
En el 2019 nace Cuiners i cuineres, una serie documental emitida en À Punt y producida por Nakamura Films donde Ricard Camarena visita a diferentes cocineros y cocineras de la Comunidad Valenciana para conocer su historia.
Un año más tarde Camarena aparece en el octavo capítulo de la serie de televisión de Amazon Prime Video De la vida al plato. Esta serie visita ocho grandes restaurantes españoles y conversa con los cocineros que están detrás de estos. En concreto, el capítulo dedicado a Camarena hace un recorrido por el Restaurante Ricard Camarena, Habitual y Canalla Bistro, así como las huertas en las que el chef se inspira para elaborar sus menús.

### "El sabor del verano" con Amstel Radler
En el verano de 2021, Camarena lanzó una colaboración junto a Amstel Radler. El chef presentó una nueva receta, denominada “Flor de calabacín rellena en tempura de Amstel Radler”, elaborada con la cerveza de la marca.
Esta creación pudo degustarse en su restaurante Canalla Bistró durante todo el mes de julio.

### Apuesta por la sostenibilidad
Ricard Camarena anunció en la Madrid Fusión Alimentos de España 2021 su compromiso de convertir su cocina en más sostenible y saludable mediante la priorización del producto local de la huerta valenciana.
Además, el chef decidió incorporar en febrero de 2022 un menú completamente vegano, Oxalis, en el Restaurante Ricard Camarena

### Documental:La receta del equilibrio
En el Festival de San Sebastián de 2020, Ricard Camarena estrenó el  documental La receta del equilibrio, centrado en torno a las dificultades que encontró el sector de la restauración para reabrir en la pandemia del covid-19. 
Camarena protagoniza el documental junto a Mari Carmen Bañuls. El largometraje fue dirigido por Óscar Bernàcer y producido por Nakamura Films y Kaishaku Films. El Institut Valencià de Cultura colaboró también en su realización.